# Mitriade

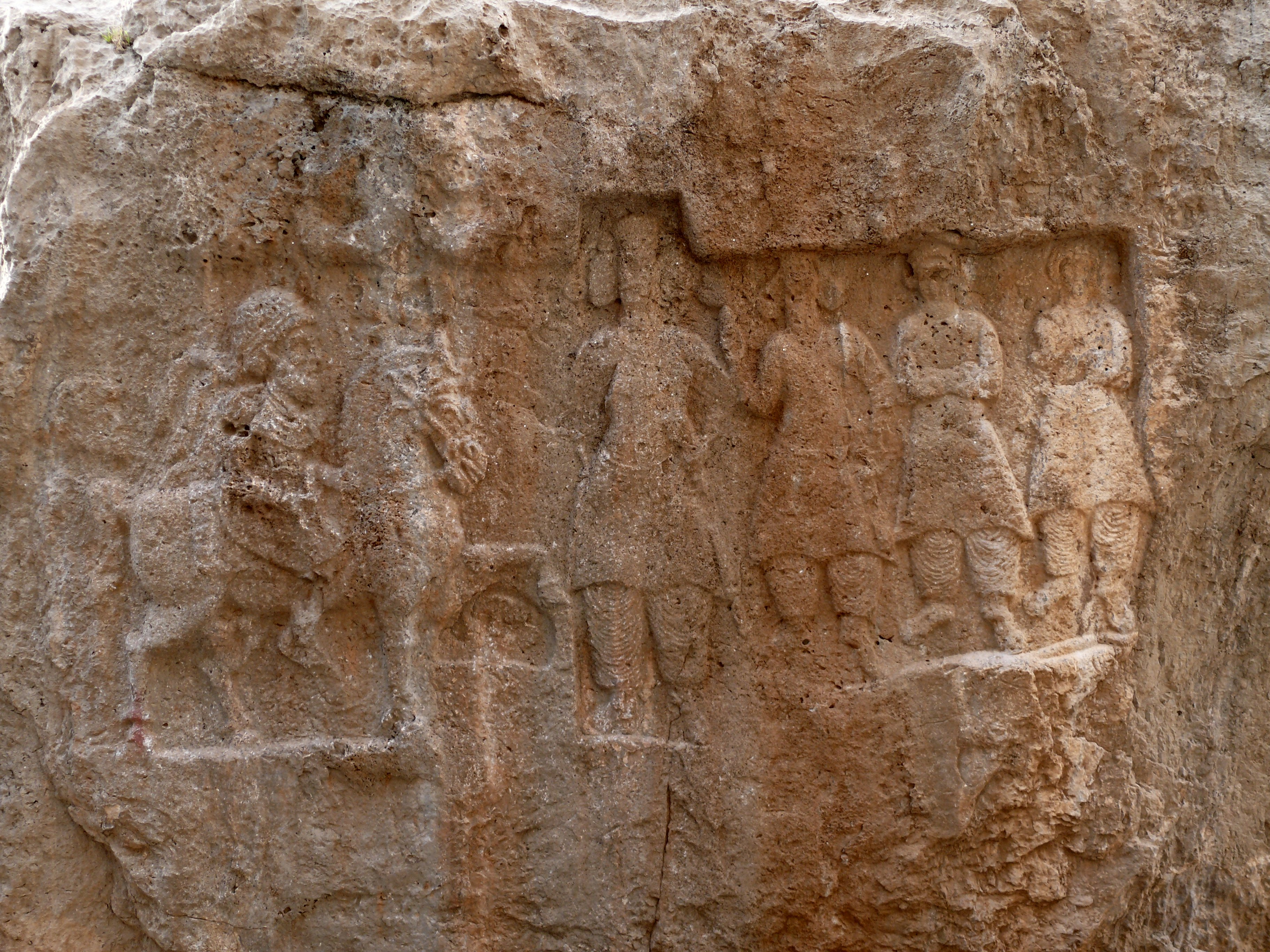
Reprezentare partă în relief a regelui Mitriade

Mitriade sau Mithridates I (n. 195 î.Hr.?, d. 138 î.Hr.) a fost Mare Rege al Parției în perioada aprox. 171 î.Hr.–138 î.Hr. A domnit după fratele său, Phraates I. Tatăl său a fost regele Phriapatius care a murit în aprox. 176 î.Hr.. Mitriade a făcut din Parția o putere politică majoră prin extinderea imperiului la est, sud și vest. În timpul domniei sale a cucerit în numele parților cetatea și regiunea Herat (în 167 î.Hr.), Babilonia (144 î.Hr.), Media (141 î.Hr.) și Persia (139 î.Hr.). 
| Mitriade Imperiul Arsacid Deces: 138 î.Hr. |                                      |                              |
| Predecesor: Phraates I                     | Mare Rege al Parției 171 – 138 î.Hr. | Succesor: Phraates al II-lea |